# Cursul Dunării - Baziaș - Porțile de Fier
Cursul Dunării - Baziaș - Porțile de Fier este o arie protejată (arie de protecție specială avifaunistică — SPA) din România întinsă pe o suprafață de 10.331 ha, integral pe uscat.

## Localizare
Aria naturală se întinde pe teritoriile administrative ale comunelor: Berzasca (3%),Pojejena (8%), Coronini (27%), Sichevița (4%) și Socol (6%) și pe cel al orașului Moldova Nouă (15%) din județul Caraș-Severin; și pe cele ale municipiului Drobeta-Turnu Severin (10%), orașului  Orșova (21%) și comunelor Dubova (5%), Eșelnița (3%) și  Șvinița (11%) din județul Mehedinți. Centrul sitului Cursul Dunării - Baziaș - Porțile de Fier este situat la coordonatele 44°40′43″N 21°40′10″E / 44.67863°N 21.669489°E.

## Înființare
Situl Cursul Dunării - Baziaș - Porțile de Fier (ROSPA0026) a fost declarat arie de protecție specială avifaunistică în octombrie 2007 pentru a proteja 78 de specii de animale. Acesta include ariile naturale: Cazanele Mari și Cazanele Mici, Balta Nera - Dunăre și Parcul Natural Porțile de Fier.

## Biodiversitate
Situată în ecoregiunea continentală, aria protejată nu include niciun habitat protejat.
La baza desemnării sitului se află mai multe specii protejate de  păsări (78): uliu porumbar (Accipiter gentilis), uliu păsărar (Accipiter nisus), lăcar mare (Acrocephalus arundinaceus), lăcar de mlaștină (Acrocephalus palustris), lăcar de rogoz (Acrocephalus schoenobaenus), lăcar de lac (Acrocephalus scirpaceus), ciocârlie de câmp (Alauda arvensis), rață sulițar (Anas acuta), rață lingurar (Anas clypeata), rață pitică (Anas crecca), rață fluierătoare (Anas penelope), rață mare (Anas platyrhynchos), rață cârâitoare (Anas querquedula), gâscă cenușie (Anser anser), stârc cenușiu (Ardea cinerea), ciuf de pădure (Asio otus), rață cu cap castaniu (Aythya ferina), rața moțată (Aythya fuligula), rață roșie (Aythya nyroca), Bucephala clangula, șorecar comun (Buteo buteo), șorecar încălțat (Buteo lagopus), șorecar mare (Buteo rufinus), cânepar (Carduelis cannabina), sticlete (Carduelis carduelis), florinte (Chloris chloris), barză neagră (Ciconia nigra), erete vânăt (Circus cyaneus), cuc (Cuculus canorus), lebădă de iarnă (Cygnus cygnus), lebădă de vară (Cygnus olor), lăstun de casă (Delichon urbica), egretă albă (Egretta alba), egretă mică (Egretta garzetta), presură sură (Emberiza calandra), măcăleandru (Erithacus rubecula), vânturel roșu (Falco tinnunculus), cinteză (Fringilla coelebs), lișiță (Fulica atra), găinușă de baltă (Gallinula chloropus), cufundar polar (Gavia arctica), cufundar mic (Gavia stellata), codalb (Haliaeetus albicilla), rândunică (Hirundo rustica), pescăruș argintiu (Larus cachinnans), pescăruș negricios (Larus fuscus), pescăruș râzător (Larus ridibundus), sitar de mâl (Limosa limosa), grelușel de zăvoi (Locustella luscinioides), privighetoare (Luscinia megarhynchos), ferestraș mic (Mergus albellus), ferestraș mare (Mergus merganser), Mergus serrator, prigoare (Merops apiaster), gaia neagră (Milvus migrans), codobatură galbenă (Motacilla alba), codobatura galbenă (Motacilla flava), muscar sur (Muscicapa striata), rață cu ciuf (Netta rufina), grangur (Oriolus oriolus), vultur pescar (Pandion haliaetus), cormoran mare (Phalacrocorax carbo), cormoran mic (Phalacrocorax pygmeus), codroș de munte (Phoenicurus ochruros), corcodel mare (Podiceps cristatus), corcodel-cu-gât-roșu (Podiceps grisegena), corcodel-cu-gât-negru (Podiceps nigricollis), lăstun de mal (Riparia riparia), mărăcinar (Saxicola rubetra), mărăcinar negru (Saxicola torquatus), graur (Sturnus vulgaris), corcodel mic (Tachybaptus ruficollis), Tachymarptis melba, fluierarul cu picioare roșii (Tringa totanus), mierlă (Turdus merula), sturz-cântător (Turdus philomelos), pupăză (Upupa epops), nagâț (Vanellus vanellus).
Pe lângă speciile protejate, pe teritoriul sitului au mai fost identificate 1 specie de amfibieni.

## Monumente și atracții turistice
În arealul sitului sau în vecinătatea acestuia se află mai multe obiective de interes turistic (lăcașuri de cult, monumente istorice, vestigii arheologice, situri arheologice, arii protejate, zone naturale), astfel:
- Cetatea Ladislau din în apropierea localității Coronini, pe malul stâng al Dunării, secolul al XIV-lea. Pe malul sârbesc al Dunării se află Cetatea Golubăț.
- Cetatea Tricule, fostă fortificație medievală situată pe malul Dunării. În prezent se văd ruinele a două turnuri, care au rezistat construcției Barajului Porțile de Fier.
- Mănăstirea Vodița construită la 500 m de Dunăre pe teritoriul comunei Vârciorova, între anii 1370-1372. Vechile ruine ale mănastirii se pot vedea și astăzi lângă biserica de lemn construită în anul 1995.
- Mănăstirea Sfânta Ana ridicată pe Dealul Moșului din Orșova între anii 1936-1939 de către ziaristul interbelic Pamfil Șeicaru, care a luptat ca infanterist în Primul Război Mondial și a fost decorat cu Ordinul „Mihai Viteazul”. Mănăstirea a fost construită în memoria mamei ziaristului.
- Mănăstirea Mraconia fost ridicată în 1523. Aceasta a cunoscut o serie de transformări de-a lungul secolelor până la forma și amplasarea actuală. În timpul războiului ruso-austro-turc mănăstirea a fost distrusă. În anul 1931 se începea reconstrucția mănăstirii, dar ruinele au fost acoperite de apele Dunării în urma construirii barajului de la Porțile Fier I.
- Chipul lui Decebal sculptat în stâncă
- Cetatea Severinului, un ansamblu de monumente istorice aflat pe teritoriul municipiului Drobeta Turnu Severin